# BNP Paribas Open 2020
Die BNP Paribas Open 2020 hätten ein Tennisturnier der WTA Tour 2020 für Damen und ein Tennisturnier der ATP Tour 2020 für Herren in Indian Wells sein sollen, welche zeitgleich vom 11. bis 22. März 2020 in Indian Wells im Indian Wells Tennis Garden, Kalifornien, stattfinden sollten. Aufgrund eines Ausbruchs der COVID-19-Pandemie im Coachella Valley wurde das Turnier noch vor Beginn abgesagt.

## Einzelheiten
Am 8. März 2020 gaben die Organisatoren bekannt, dass das Turnier aus Gründen der Gesundheitsvorsorge bei der Ausrichtung einer solchen Veranstaltung abgesagt wurde, nachdem ein bestätigter Fall von COVID-19 in der Region gefunden worden war. Das Riverside County Public Health Institute hatte bereits am selben Tag eine sogenannte „Public Health Emergency“ für Coachella Valley ausgerufen, einschließlich der Stadt Indian Wells, in der das Turnier stattfinden sollte. Nach Ratschlägen von Gesundheitsexperten, den Centers for Disease Control and Prevention und dem Bundesstaat Kalifornien haben die Organisatoren beschlossen, das Turnier aus Gründen der Gesundheitsvorsorge für Spieler, Zuschauer, Mitarbeiter und Freiwillige abzusagen. Die Möglichkeit, das Turnier ohne Zuschauer durchzuführen, wurde von den Organisatoren in Betracht gezogen, aber abgelehnt. Laut ATP Tour und WTA Tour sollte die Organisation des Turniers jedoch nur verschoben werden, und die Organisatoren hatten angeboten, es zu einem späteren Zeitpunkt durchzuführen. Turnierdirektor Tommy Haas teilte der Presse mit: „Wir sind darauf vorbereitet, das Turnier auch zu einem anderen Zeitpunkt durchzuführen und werden entsprechende Optionen prüfen.“
Das Turnier wurde letztlich erst ein Jahr später wieder ausgetragen.